# Penicillium chrysogenum
Penicillium chrysogenum is een schimmel die groene schimmelkolonies op een voedingsbodem vormt. Incubatie is het beste bij 25 °C en duurt ongeveer vijf dagen. Sporen ervan inademen is gevaarlijk. 
Als deze schimmel op een plaat geënt wordt samen met een resistente bacterie (MRSA) zal de schimmel overgroeid worden door de bacterie die vele malen sneller groeit. Wordt schimmel echter op een plaat geënt met een niet resistente bacterie zal de schimmel de strijd winnen en de bacterie overgroeien.
Dit alles door de antibiotische werking van de schimmel waaruit penicilline werd ontwikkeld. De ontdekking van penicilline, door Alexander Fleming, is een toevallige ontdekking. Toentertijd werd de schimmel geïdentificeerd als Penicillium notatum; de correcte naam voor deze penicilline producerende soort is Penicillium chrysogenum.